# 鹿島建設

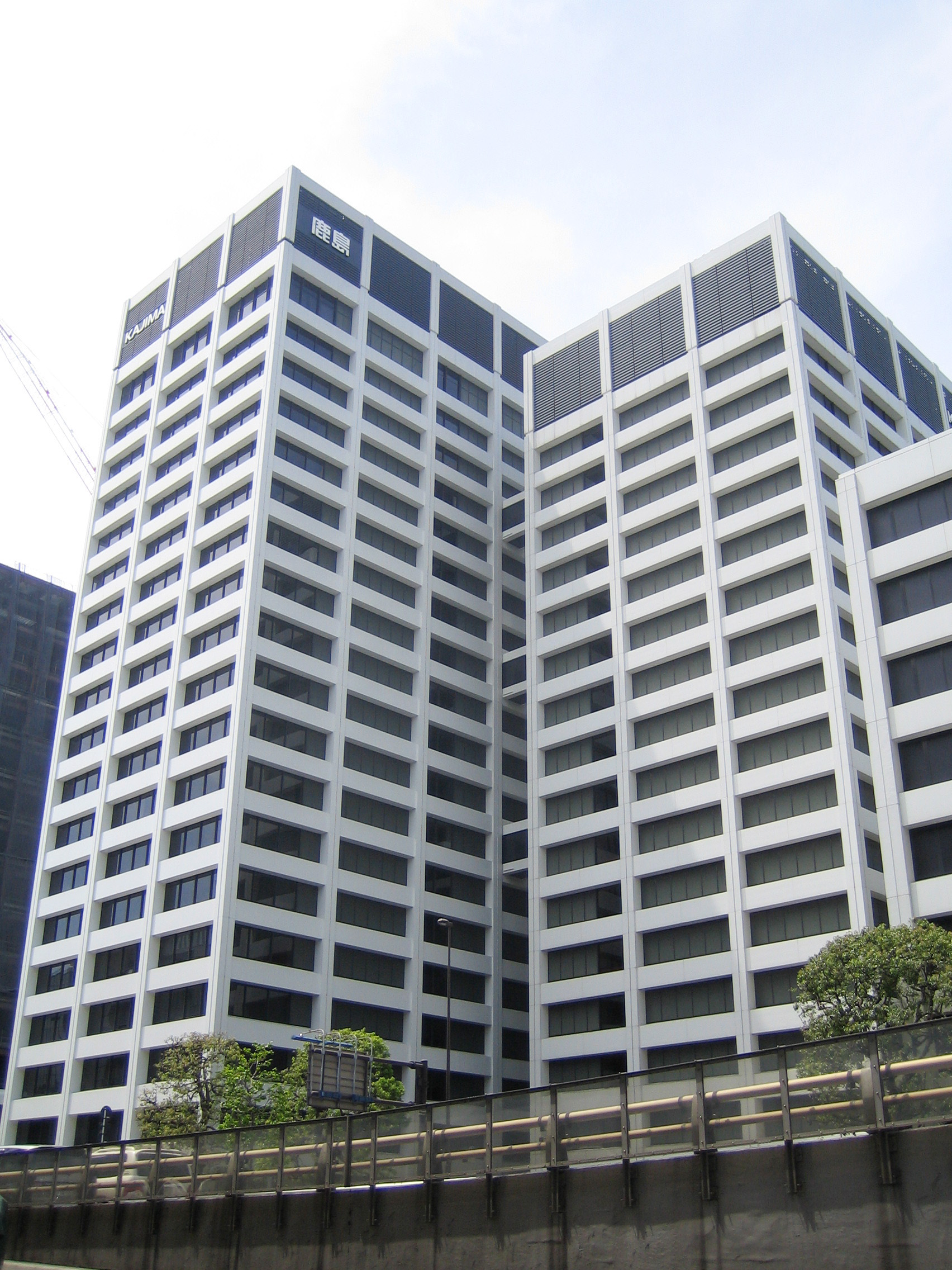
鹿島建設總部

鹿島建設（日语： Kajima Kensetsu Kabushiki-gaisha）是日本一家大型的建設公司，總公司設址於東京都港區。與清水建設、竹中工務店、大林組、大成建設並為日本的五大建設公司。

## 歷史
1840年，鹿島岩吉在江戶創業，屋號「大岩」。1880年成立「鹿島組」，1930年改制為「株式會社鹿島建設」。1945年6月30日，秋田縣花岡礦山發生花岡事件，有800名中國勞工因勞動條件嚴苛而群起暴動。
1983年，鹿島成立臺灣子公司「中鹿營造股份有限公司」。1987至90年間，鹿島進入大中華區，並成立香港分公司，香港分公司現址位於灣仔告士打道136至138號聯合鹿島大廈。

## 主要施工
- 九頭龍水壩（日语：九頭竜ダム）（事業者：国土交通省近畿地方整備局、電源開発）
- 宮瀨水壩（日语：宮ヶ瀬ダム）（事業者：国土交通省関東地方整備局）
- 科羅爾－巴貝圖阿普大橋（日本-パラオ親善の橋）
- 神戶水晶塔（日语：神戸クリスタルタワー）（設計と施工）
- 富士產經集團大樓（フジテレビ本社ビル）
- 深川ギャザリア
- 霞關大樓
- 松代大本営
- 国立新美術館
- 新宿公園塔
- 最高裁判所
- 兩國國技館
- 讀賣電視台舊總部[1]
- 聯合艾諾原宿本店
- 女神大橋
- 箱根拉利克博物館（日语：箱根ラリック美術館）
- アクトシティ浜松
- 棒球場
  - 西武巨蛋（ドーム化工事）
  - 名古屋體育館（日语：ナゴヤ球場）（内野スタンド耐震補強を中心とした改修工事。名古屋支店担当）
  - 宮城球場（スタンド増設などの改修工事）
- 東京站丸の内駅舎保存・復原工事（2012年10月1日完成）
- 日本各地核電廠
  - 福島第一核電廠（本体建屋）
  - 泊核電廠
  - 柏崎刈羽核電廠
  - 女川核電廠
- 中野中央公園（日语：中野セントラルパーク）・南
- TOTOミュージアム
- 所澤櫻花町（日语：ところざわサクラタウン）（2020年春完成予定）
- 新傳媒園區
- 筑紫隧道南畑工區

## 関連人物
- 鹿島守之助 - 政治家、鹿島建設的中興之祖
- 渥美健夫 - 名誉会長
- 石川六郎 - 実業家、名誉会長、日本商工会議所第15代会頭。
- 中曽根康弘 - 渥美健夫的亲家
- 中村満義
- 儀間真謹 - 参与兼空手道部師範、儀間派松濤館流最高師範
- 住吉秀松

## 外部連結
- （日語）（英文）鹿島建設（页面存档备份，存于）
- （日語）（繁體中文）（英文）中鹿營造（页面存档备份，存于）

1. ↑  読売テレビ本社ビル （页面存档备份，存于）. bb building. [2021-10-25].